# Rudolf Kukić
Rudolf Kukić (pr. ime Hackl) (Sarajevo, 13. ožujka 1903. – Zagreb, 6. prosinca 1978.) je bio hrvatski kazališni i filmski glumac.
Karijeru je počeo na kazališnoj pozornici u Sarajevu kao operetni tenor. Od 1927. član je Hrvatskoga narodnog kazališta u Zagrebu. Glumio je likove zavodnika i ljubavnika, poput Siniše u Zagorkinoj Gričkoj vještici, Keka u Begovićevoj Amerikanskoj jahti u splitskoj luci i dr. Nešto manje je glumio u filmovima.

## Filmografija
- Koncert (1954.)
- Naši se putovi razilaze (1957.)
- H-8 kao Švicarac
- Pustolov pred vratima kao gost na zabavi
- Ponedjeljak ili utorak kao gospon Haller
- Rondo (1966.)
- Protest (1967.)
- Starci (1971.)
- Bronte: cronaca di un massacro che i libri di storia non hanno raccontato
- Kapelski kresovi

## Vanjske poveznice
- Rudolf Kukić u internetskoj bazi filmova IMDb-u (engl.)